# Totjärnen (Enångers socken, Hälsingland)
Totjärnen är en sjö i Hudiksvalls kommun i Hälsingland och ingår i Nianån-Norralaåns kustområde. Sjön har en area på 0,0554 kvadratkilometer och ligger 25,3 meter över havet.

## Delavrinningsområde
Totjärnen ingår i det delavrinningsområde (681497-156870) som SMHI kallar för Mynnar i 681379-157044. Medelhöjden är 28 meter över havet och ytan är 1,75 kvadratkilometer. Det finns inga avrinningsområden uppströms utan avrinningsområdet är högsta punkten. Vattendraget som avvattnar avrinningsområdet har biflödesordning 2, vilket innebär att vattnet flödar genom totalt 2 vattendrag innan det når havet efter 2,2 kilometer. Avrinningsområdet består mestadels av skog (92 procent). Avrinningsområdet har 0,05 kvadratkilometer vattenytor vilket ger det en sjöprocent på 3,1 procent.